# Schanfigger Heimatmuseum

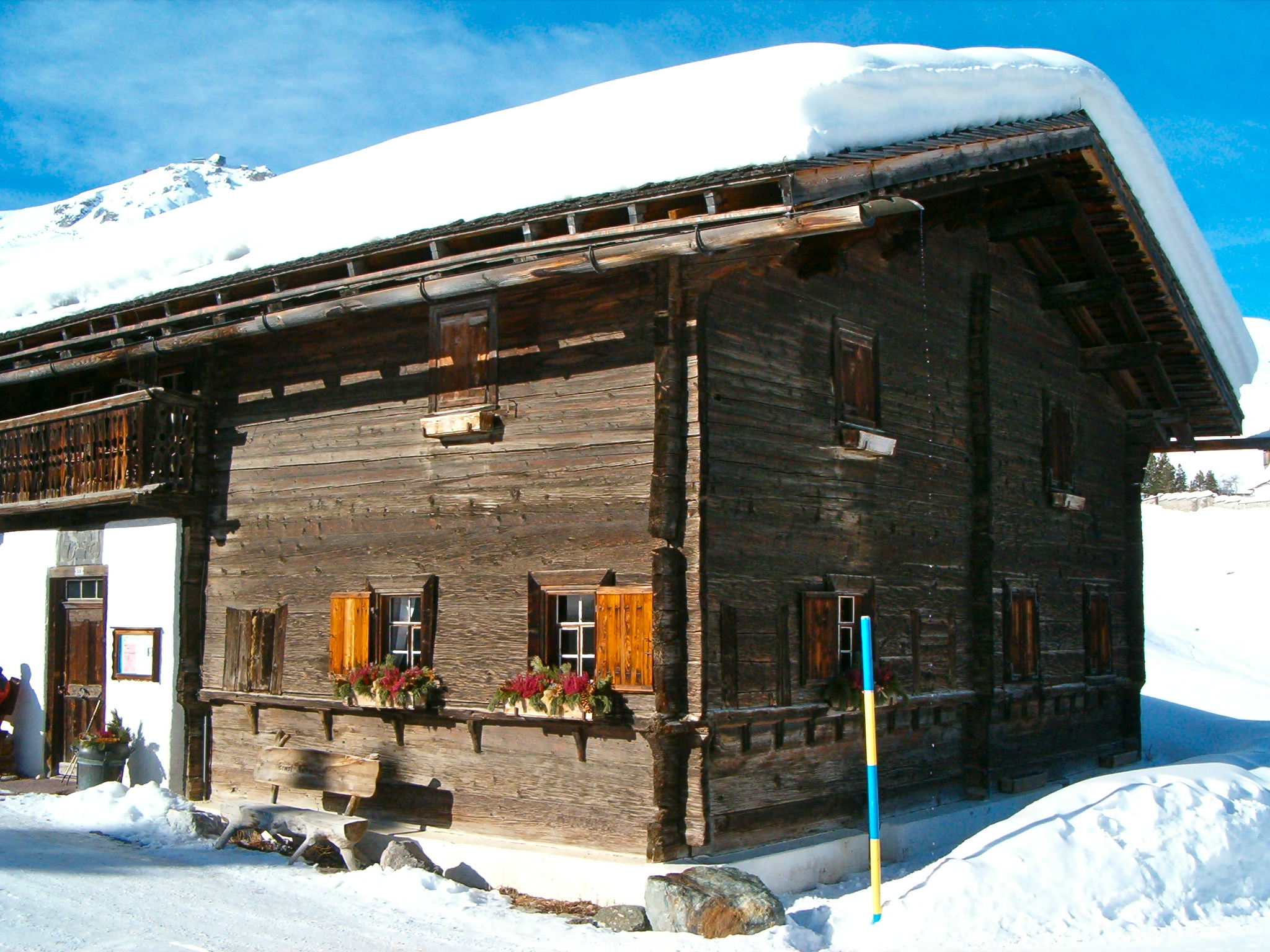
Das Eggahuus, in dem das Schanfigger Heimatmuseum untergebracht ist

Das Schanfigger Heimatmuseum ist ein volkskundliches Museum in Arosa. Es wurde 1949 eröffnet und ist im 1550 ersturkundlich erwähnten Eggahuus in Alt-Arosa unweit des Bergkirchlis untergebracht.

## Museum
Seine Exponate erstrecken sich auf die Kulturgeschichte der ganzen Talschaft Schanfigg und der dort seit dem 13. Jahrhundert siedelnden Walser. Das Museum präsentiert eine Zusammenschau der bäuerlichen Vergangenheit des Tales und des seit 120 Jahren den Kurort Arosa beherrschenden Tourismus.
Neben der dominierenden kulturkundlichen Sammlung, zu der auch eine originalgetreu hergerichtete Webstube und eine Orgelbauer Georg Hammer zugeschriebene spielfähige Hausorgel mit drei Registern aus dem Jahr 1825 gehört, besteht auch ein naturkundliches Inventar, das vor allem präparierte Tiere aus dem Schanfigg umfasst. Daneben werden diverse Sport- und Jagdgeräte, das Schanfigg und Arosa betreffende Druckschriften sowie eine Fotosammlung über die Entwicklung von Arosa seit Ende des 19. Jahrhunderts gezeigt.
Bis 1958 war ein Teil des Gebäudes vermietet. Danach konnten sämtliche Räume für das Museum genutzt und die Ausstellung entsprechend erweitert werden. Die Museumsverwaltung obliegt dem Vorstand und dem Konservator der Vereinigung für Heimatkunde und Naturschutz Arosa. Das Museum ist einzig während der Aroser Sommer- und Wintersaison geöffnet.
Das Schanfigger Heimatmuseum zeigt regelmässig Sonderausstellungen zu verschiedenen lokalhistorischen Themen, wie etwa im Winter 2012/13 im Rahmen von "Plauerstunden" mit Daniel Meisser zur Aroser Wintersport- und Tourismusgeschichte, 2013 Zwei Aroser Fotografinnen im Dialog mit Beiträgen von Ruth Licht und Ursula Meisser oder die anstehende Veranstaltung zum 100-jährigen Jubiläum der Arosabahn im Jahr 2013/14.

## Das Eggahuus

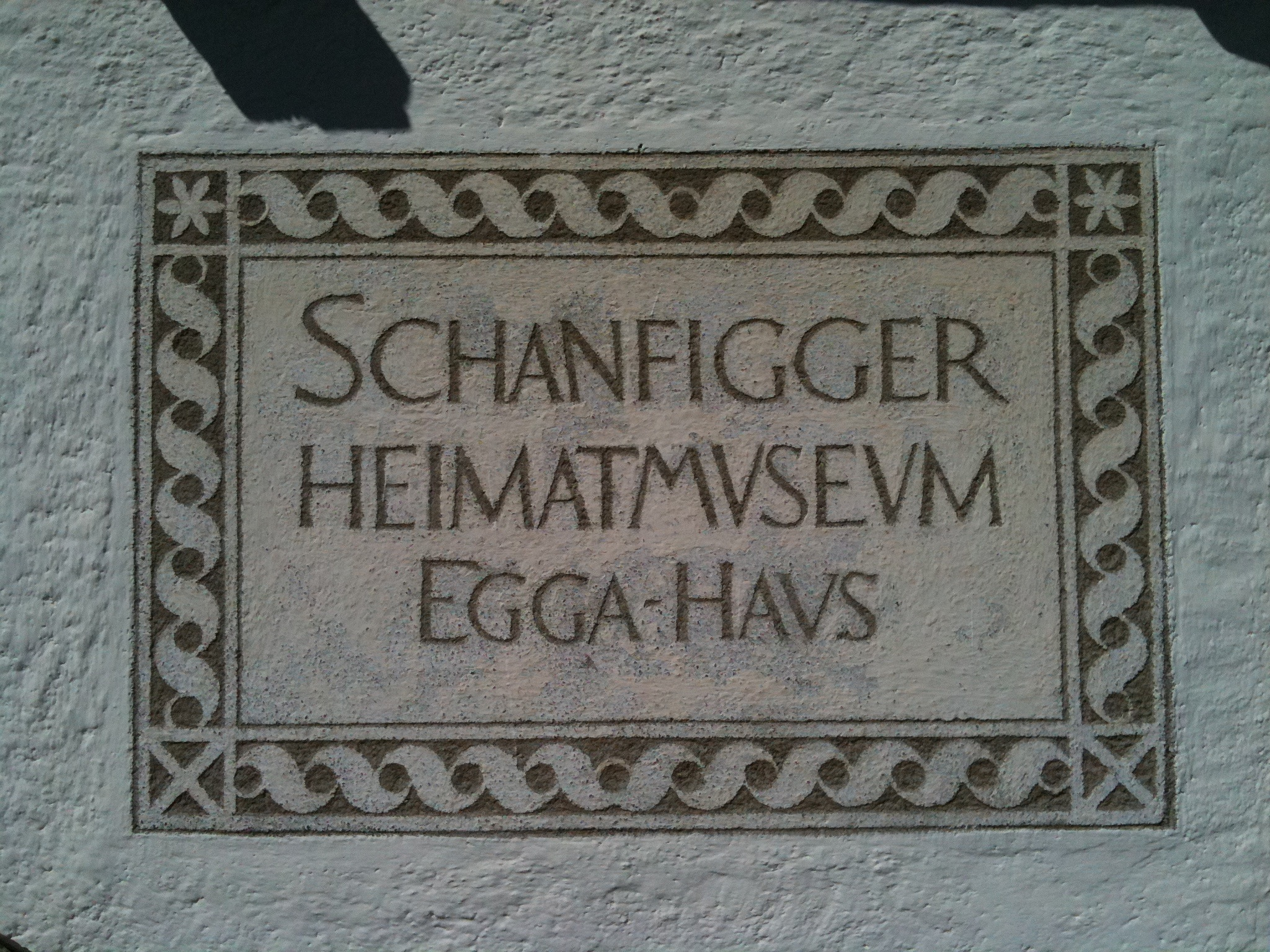
Wandinschrift am Eggahuus

Das Eggahuus ist eines der ältesten noch existierenden Häuser in Arosa. Es handelt sich um ein zweistöckiges Doppelhaus aus dem 16. Jahrhundert. Es ist ein typisches Walserhaus, das während Jahrhunderten den politischen, wirtschaftlichen und kulturellen Mittelpunkt Arosas darstellte. 1655 wurde es von Meister Jöri Hold umgebaut. Über der Eingangstüre ist ein Wappenstein eingelassen, mit zwei Familienwappen, einem Hauszeichen und den Jahreszahlen 1545 und 1655. Die folgenden Eigentümer sind bekannt:
- 1550 Familie Brunoldt
- 1575 Stadt Chur, kurz darauf Familie Meisser
- 1650 Familie Jänni (Jenny)
- 1800 Familie Hold
- 1944 Vereinigung für Heimatkunde und Naturschutz

Zu Beginn des touristischen Aufstiegs von Arosa diente das Eggahuus als Gasthof und Pension Egga. Seit 1890 markiert es den Endpunkt der Schanfiggerstrasse. Der neben dem Eingang liegende Arvenstamm ist jahrhundertealt und wurde vom Grund des Schwellisees geborgen. Der Heustall beim Eggahus ist ein Geschenk Carl Kupferschmids, der diesen 1981 dem Heimatmuseum nach dem Kauf eines Grundstücks an der Hörnlistrasse übereignete.